# 3Q MODEL
3Q MODEL（サンキュー　モデル）とは、マシーネンクリーガーの原作者、横山宏自身によるプラモデル商品の企画組織（ブランド）の名称。

## 概略
ウェーブ（wave）のWEBページでは、3Q MODELの製品情報ページ
で「このNITTOの再販シリーズは、 原作者自身による企画再販を実現した“3Q MODEL”が企画、ウェーブが製造・販売をしていきます。今後の展開にご期待ください。」と、またメルジーネを紹介する製品情報ページ
では、「基本的にはNITTO製品の再販がメインになっていきますが、それだけでは収まらない『3Q MODEL』のラインナップ。今後も原作者自身の手によるブランドだからこそ様々な可能性を模索、提案をしていきたいと思っております。」と紹介されている。 
3Qは、横山が模型の成立に必要だと主張するクエスト（quest）、クイック（quick）、クオンティティ（quantity）の頭文字とその数を表す。（なお、横山は第4の隠れたQとして、クオリティーをあげている。）
最初にwaveが製造、2009年7月より販売する、フリーゲおよびカウツについて企画を行ったことが同年4月に発表された。これらは、日東科学教材（NITTO）から当初（1984年1月）S.F.3.D ORIGINALシリーズ、後（1997年）にMachinen Krieger （Ma.K.） ZbV3000シリーズとして製造、販売されていた。これらの金型を横山が2008年5月24日に譲り受け、運用と管理が同氏の意志のもとで行われることとなる。
こうした経緯から、3Q MODELの名称考案時にNETTO、S.F.3.Qなどの名称案が存在した。また、パッケージなどは新規にデザインされているが、NITTOから販売されていた当時のデザインを踏襲し、Series No.も温存あるいは継続して付されている。また，装甲戦闘服系の商品に付属する組み立て説明図（いわゆるインスト）はウェーブのルナポーン以降のAFS，SAFSに関する一般シリーズ（したがってスーパージュリーは除く）に付属するカラー刷りの上質紙冊子体のものとは異なり，ザラ紙 一枚ものの折り畳み式であるとともに、各商品には塗装見本カードが付属しているなど、NITTO時代からの仕様を継承していることが特徴である。

## 製品

### wave 3Q MODELシリーズ （1/20スケール）
YK-01 カウツ
（シュトラール軍　宇宙用装甲戦闘服　K型、KAUZ Panzer Kampf Anzug [Weltraum] Ausf K）
2009年7月発売　2010年2月再発売　価格￥2,520.-（税込）　Series 21
YK-02 フリーゲ
（シュトラール軍　宇宙用装甲戦闘服　F型、FLIEGE Panzer Kampf Anzug [Weltraum] Ausf F）
2009年7月発売　2010年2月再発売　価格￥2,520.-（税込）　Series 15
カウツ、フリーゲの初回発売分は、早期に完売となり2009年11月に2010年3月下旬（その後2月下旬に変更）の再発売が発表された。また、これらのうちフリーゲのデカールは、リライトしクオリティアップされており、いずれのキットにもカウツ用、フリーゲ用両方のデカールが付属している。これらキットには、肩アーマーと呼ばれる防御パネルの部品が付属しておらず、アーチストモデルと呼ばれる横山自身のスクラッチビルドによる作例と若干仕様が異なっている。
YK-03 メルジーネ
（シュトラール軍　装甲戦闘服　M型、MELUSINE Panzer Kampf Anzug Ausf M）
2010年3月発売（3月16日出荷）　2010年9月25日再発売　価格￥3,360.-（税込）　Series 22
メルジーネは、NITTO製「グスタフ」をベースに、上半身を中心に新規開発によるメルジーネ専用パーツをセット。メルジーネのフルインジェクションキットとしては初の製品化となっている。したがってSeries No.は、NITTO時代の継続となる22が充てられている。（1999年12月23日にモデルカステンから発売されたハイブリッドモデルと同じ。）
本製品専用パーツの金型は、当初waveのMa.k マシーネンクリーガー 1/20スケールプラスチックモデルシリーズのために開発されたが、完全新金型でメルジーネを出す計画（実際には、2011年にケッツアーを先に発売）が持ち上がったため発売中止となり、その金型を横山が譲り受けた。
旧金型による「グスタフ」用のフィギュア（2種）ももちろん同梱されているが、ダレがひどく特に左耳の位置は整合性に欠け修正が必要である。
プラスチック成型色は、初版（wave版）がダークアースであったが、再発売分からはグレイグリーンに変更された。
YK-04 クレーテ
（シュトラール軍　無人強襲偵察用二足歩行戦車、KRÖTE Panzer Aufklärungs T.W-47 ）
2010年5月発売（5月26日出荷）　価格￥4,725.-（税込）　Series 9
クレーテには、スペシャルボーナスとして、「ガンス（wave版）」と同じ股関節・増加装甲パーツが追加でセットされる。
箱絵が縦構図となり、図中のフィギュアは右手にタバコではなくハンマーを所持するものとなった。実際の作成時には、キットのランナーを使用してハンマーを作成する旨が、組み立て説明図に記載されている。
YK-05 ホルニッセ
（シュトラール軍、新型軽戦闘偵察機、HORNISSE Panzer Kampf 41 mit Panzer Kampf Anzug Aufs Ho, H1）
2011年1月下旬発売（1月26日出荷）　価格￥5,775.-（税込）　Series 6
スペシャルパーツとして、脚部スキッド基部の強度を高めるための新パーツを追加。